# تپه زاغه مسینک
تپه زاغه مسینک مربوط به دوران‌های تاریخی پس از اسلام است و در شهرستان رزن، بخش قروه درجزین، روستای مسینک واقع شده و این اثر در تاریخ ۲۳ شهریور ۱۳۸۲ با شمارهٔ ثبت ۱۰۱۰۸ به‌عنوان یکی از آثار ملی ایران به ثبت رسیده است.